# Почетни ударац
Почетни ударац је метод враћања лопте у игру у фудбалу.

## Додељивање почетнога ударца
Почетни ударац се изводи тачно са средине линије на центру игралишта на почетку сваког полувремена и/или продужетка. Почетни ударац се додељује екипи која је изгубила бацање новчића пре почетка утакмице (тим који је победник бацања новчића бира страну на којој жели играти). У другом полувремену почетни ударац изводи екипа која у првом полувремену није имала почетни ударац. Пре продужетака се такође баца новчић.
Почетни ударац се такође користи за поновни почетак игре након постигнутога гола, а изводи га екипа која је примила гол.

## Процедура извођења
Почетни ударац се изводи из маленог круга који се налази тачно на средини терена. Сви играчи морају бити на половини терена где је њихов гол, а противнички играчи морају бити удаљени минимално 9.15 метара (10 јарди), док се лопта не изведе.
Лопта се сматра изведеном када је два играча која изводе почетни ударац помере у противничку страну терена. Ако изведу почетни ударац а да лопта не пређе на противничку страну, онда ће судија поновно доделити лопту истој екипи.
Занимљиво је да се гол може постићи и директно из почетног ударца, али само у противнички гол (ако лопта уђе у гол екипе која изводи почетни ударац, гол је поништен).

## Погрешно извођење почетног ударца
Ако се играчи не придржавају правила да морају бити у својој половини, или ако лопта није прешла у противничку страну, почетни ударац се поново изводи. Ако судија сматра да се играчи намерно крше ова правила, може им доделити жути картон.
Није дозвољено додирнути лопту двапут заредом од стране играча који ју је први додирнуо, но кад је додирне други играч, с њом се може маневрисати. Непоштовање овог правила резултује досуђеним индиректним слободним ударцем у корист противничког тима на месту изведене неправилности. Но, ако је лопта други пут додирнута руком, судија додељује слободан ударац или једанаестерац ако се инцидент одвио у шеснаестерцу.